# ボートピア呉
ボートピア呉（ボートピアくれ）は、宮島競艇施行組合が広島県呉市に設置している競艇場外発売場である。同敷地内に入居する兵庫県競馬組合の場外勝馬投票券発売所であるDASH呉（ダッシュくれ）についても本稿で解説する。

## 概要
呉市中心部の総合レジャービル「折本マリンビル」1号館において、1階と2階のほぼ全面にテナントとして入居しており、一般席として開放されている。このほか2号館4階にも入居しており、有料指定席を設けている。
2015年4月より宮島競艇施行組合が単独で管理施行者となっており、宮島競艇場の競走は原則として全て発売する。また、もともと徳山競艇専用場外として開業したという歴史的経緯により、徳山競艇場の競走も原則として全て発売する。このほか、全国発売競走（SG、プレミアムGI）、ナイター競走を中心に、おおむね5-6場程度の競走を発売している。
トータリゼーターは富士通フロンテックを採用しており、システム上の最大発売可能場数は8場である。発売する賭式は、三連勝単式、三連勝複式、二連勝単式、普通二連勝複式、拡大二連勝複式の5賭式で、すべての窓口で100円単位の発売となっている。全国相互払戻サービス「どこでもはらいおん」に対応しており、他場の勝舟投票券のうち、富士通フロンテックの券は全ての自動払戻機で、日本トーターの券は有人窓口で払い戻しを受けることができる。
DASH呉は2号館1階に入居し、ボートピアと同じくマリンコーポレーション株式会社が運営を委託されている。ボートピア同様富士通製発券機を導入している。園田・姫路場外のうちDASH福山駅前・DASH柳津、他場のうち金沢・笠松・高知地区等日本トーター・日本ベンダーネット製の発券機で発売した投票券は照会に時間を要するため、払戻には事前に問い合わせが必要となる。

## 歴史
ボートピア呉としては徳山競艇専用場外として古くから設置されていたが、宮島競艇との関係で訴訟その他の紆余曲折を経て、2015年4月より宮島競艇施行組合が管理施行を行っている。

### 徳山競艇専用場外として開業
競艇の場外発売場としては黎明期である1992年12月24日、「折本マリンビル」の2階に徳山競艇専用場外としてボートピア呉（初代）の名称で開業。当時の管理施行者は徳山市と光市であった。ボートピアまるがめ、ボートピア姫路に続き全国で3番目に開業したボートピアである。
もともと広島県には宮島競艇場があるが、徳山競艇場（すなわち山口県）がボートピア呉として進出したためこれら2場は競合関係となった。このため、徳山競艇を発売しない日に宮島競艇を発売することができるようにトータリゼーターを改修し、宮島競艇施行組合と広島県西部競艇施行組合（当時）が施設を借り受けて管理施行者として発売する方法で、1996年10月6日より徳山・宮島専用場外として運営を開始した。

### 徳山競艇と宮島競艇の訴訟
ところが、宮島競艇施行組合と広島県西部競艇施行組合が徳山市と光市に支払うべき施設賃借料の交渉が不調に終わり、賃借の継続が困難となった。さらに新賭式（三連勝単式、三連勝複式および拡大二連勝複式）の導入時期が徳山競艇と宮島競艇で異なった関係で、トータリゼーターシステム上の不都合が発生した。このため、2001年11月から宮島競艇施行組合と広島県西部競艇施行組合は徳山市と光市からの施設賃借をとりやめたうえで、同一建物（折本マリンビル）の1階に「ボートピア呉宮島（ボートピアくれみやじま）」を設置して、みずから管理施行者として発売することとなった。
徳山市と光市は、「ボートピア呉宮島」の設置を差し止めるため、管理施行者である宮島競艇施行組合と広島県西部競艇施行組合、施設所有者である折本産業株式会社（当時）を相手に差し止めの訴訟（仮処分申請）を起こした。しかし、2003年12月24日に広島地方裁判所呉支部が徳山市らの訴えを却下したため、宮島競艇施行組合は2004年3月16日に予定どおりボートピア呉宮島を開設した。その後、徳山市の後継自治体である周南市らの敗訴が確定したため、従来のボートピア呉（初代）を「ボートピア呉徳山（ボートピアくれとくやま）」に改称して、運営を続けることとなった。なお、当時の徳山競艇は、本場の赤字をボートピア呉（徳山）の収益で補填するという収益構造であったが、ボートピア呉宮島の開業によりボートピア呉徳山の売り上げが2割減少し、経営上の大きな問題となった。

### 経営統合
その後、徳山競艇場は、光市が施行から撤退して周南市の単独運営となったが、人件費の合理化や小規模場外発売所の増設、早朝レースの施行などにより経営を立て直した。ところが呉では、周南市の敗訴により、同一建物内に2件のボートピアが入居しているという既成事実が法的に追認されたため、しばらくは大きな動きはなくボートピア呉徳山とボートピア呉宮島が併存する状態となった。このため、周南市議会や宮島競艇施行組合を構成する市の市議会（廿日市市市議会など）において、たびたび高コスト体質や無駄遣いの例として挙げられる事態となった。周南市ではボートピア呉徳山を閉鎖して撤退するなどの案が検討されたが、実行には至らなかった。
しかし、周南市と宮島競艇施行組合の協議により、両ボートピアの経営統合が検討された。検討の結果、地元県である宮島競艇施行組合が引き続き管理施行して、周南市が管理施行から撤退して宮島競艇施行組合に販売委託を行う方法で経営統合することとなった。周南市競艇事業部によると、経営統合の効果は1億7000万円から2億円程度とみられている。周南市と宮島競艇施行組合が半額ずつ統合効果を受けたと仮定して、直近のボートピア呉徳山の赤字額は約3800万円であることから、6000万円程度の黒字になると同市は試算している。
この経営統合協議は成立したため、2015年4月より両者は「ボートピア呉」（2代）として経営統合してリニューアルオープンした。トータリゼーターなどの運営設備は、原則としてボートピア呉宮島のものを引き続き使用している。

## 発売・払戻時間

### ボートピア呉
発売・払戻共8:10 - 21:00

### DASH呉
発売・払戻共10:00 - 当日発売最終レース発走時刻の15分後（払戻締切）

## 交通アクセス
- JR西日本呉線呉駅下車、南口より徒歩3分。
- 広島呉道路呉ICより南へ1kmほど。1号館の上層部が駐車場となっている。